# Kevin Weekes
Pour les articles homonymes, voir Weekes.
Kevin Weekes (né le 4 avril 1975 à Toronto en Ontario au Canada) est un gardien de but professionnel canadien de hockey sur glace. Ses parents sont originaires de l'île de la Barbade.

## Carrière
Il commence à jouer dans la ligue junior de sa province, la Ligue de hockey de l'Ontario avec les Platers d'Owen Sound en 1992. À la fin de cette première saison en ligue junior, il est choisi lors du repêchage d'entrée dans la Ligue nationale de hockey par les Panthers de la Floride au deuxième tour (41e choix).
Il continue son apprentissage dans l'OHL une saison avec les Platers puis une autre avec les 67's d'Ottawa avant de faire ses débuts dans la Ligue américaine de hockey en 1995 avec les Monarchs de la Caroline.
En 1997, il fait ses débuts dans la LNH avec les Panthers mais joue également une partie de la saison dans la Ligue internationale de hockey avec les Komets de Fort Wayne. Au cours de l'été suivant, il rejoint les Canucks de Vancouver dans un échange de plusieurs joueurs, les Panthers faisant venir Pavel Boure dans leur effectif.
Au cours de la saison 1999-2000 de la LNH, il rejoint les Islanders de New York mais seulement pour finir la saison. Il est encore une fois transféré et signe pour le Lightning de Tampa Bay pour une saison et demie.
Sa nouvelle équipe fin 2002 est celle des Hurricanes de la Caroline. Il partage son temps de jeu avec Arturs Irbe et ensemble, ils emmènent les Hurricanes à la finale de la Coupe Stanley contre les Red Wings de Détroit. Même si les Hurricanes perdent finalement en cinq matchs, Weekes réalise deux blanchissages lors des séries.
Au cours du lock-out 2004-2005 de la LNH, il ne joue pas mais signe un contrat avec les Rangers de New York. Il est en concurrence chez les Rangers avec Henrik Lundqvist.

## Statistiques
| Saison     | Équipe                    | Ligue      |     | Saison régulière | Saison régulière | Saison régulière | Saison régulière | Saison régulière | Saison régulière | Saison régulière | Saison régulière | Saison régulière | Saison régulière |   | Séries éliminatoires | Séries éliminatoires | Séries éliminatoires | Séries éliminatoires | Séries éliminatoires | Séries éliminatoires | Séries éliminatoires | Séries éliminatoires | Séries éliminatoires |
| Saison     | Équipe                    | Ligue      | PJ  | V                | D                | Pr/N             | Min              | BC               | Moy              | % Arr            | Bl               | Pun              | PJ               | V | D                    | Min                  | BC                   | Moy                  | % Arr                | Bl                   | Pun                  |                      |                      |
| 1992-1993  | Platers d'Owen Sound      | LHO        | 29  | 9                | 12               | 5                | 1 645            | 143              | 5,22             | -                | 0                |                  | 1                | 0 | 0                    | 26                   | 5                    | 11,50                | -                    | 0                    |                      |                      |                      |
| 1993-1994  | Platers d'Owen Sound      | LHO        | 34  | 13               | 19               | 1                | 1 974            | 158              | 4,80             | 88,1             | 0                |                  | -                | - | -                    | -                    | -                    | -                    | -                    | -                    |                      |                      |                      |
| 1994-1995  | 67 d'Ottawa               | LHO        | 41  | 13               | 23               | 4                | 2 266            | 153              | 4,05             | -                | 1                |                  | -                | - | -                    | -                    | -                    | -                    | -                    | -                    |                      |                      |                      |
| 1995-1996  | Monarchs de la Caroline   | LAH        | 60  | 24               | 25               | 8                | 3 404            | 229              | 4,04             | 87,6             | 2                |                  | -                | - | -                    | -                    | -                    | -                    | -                    | -                    |                      |                      |                      |
| 1996-1997  | Monarchs de la Caroline   | LAH        | 51  | 17               | 28               | 4                | 2 899            | 172              | 3,56             | 89,5             | 1                |                  | -                | - | -                    | -                    | -                    | -                    | -                    | -                    |                      |                      |                      |
| 1997-1998  | Panthers de la Floride    | LNH        | 11  | 0                | 5                | 1                | 485              | 32               | 3,96             | 87,0             | 0                |                  | -                | - | -                    | -                    | -                    | -                    | -                    | -                    |                      |                      |                      |
| 1997-1998  | Komets de Fort Wayne      | LIH        | 12  | 9                | 2                | 1                | 719              | 34               | 2,84             | 91,8             | 1                |                  | -                | - | -                    | -                    | -                    | -                    | -                    | -                    |                      |                      |                      |
| 1998-1999  | Vipers de Détroit         | LIH        | 33  | 19               | 5                | 7                | 1 857            | 64               | 2,07             | 91,9             | 4                |                  | -                | - | -                    | -                    | -                    | -                    | -                    | -                    |                      |                      |                      |
| 1998-1999  | Canucks de Vancouver      | LNH        | 11  | 0                | 8                | 1                | 532              | 34               | 3,83             | 86,8             | 0                |                  | -                | - | -                    | -                    | -                    | -                    | -                    | -                    |                      |                      |                      |
| 1999-2000  | Canucks de Vancouver      | LNH        | 20  | 6                | 7                | 4                | 987              | 47               | 2,86             | 89,8             | 1                |                  | -                | - | -                    | -                    | -                    | -                    | -                    | -                    |                      |                      |                      |
| 1999-2000  | Islanders de New York     | LNH        | 36  | 10               | 20               | 4                | 2 025            | 115              | 3,41             | 90,2             | 1                |                  | -                | - | -                    | -                    | -                    | -                    | -                    | -                    |                      |                      |                      |
| 2000-2001  | Lightning de Tampa Bay    | LNH        | 61  | 20               | 33               | 3                | 3 377            | 177              | 3,14             | 89,8             | 4                |                  | -                | - | -                    | -                    | -                    | -                    | -                    | -                    |                      |                      |                      |
| 2001-2002  | Lightning de Tampa Bay    | LNH        | 19  | 3                | 9                | 0                | 829              | 40               | 2,89             | 91,5             | 2                |                  | -                | - | -                    | -                    | -                    | -                    | -                    | -                    |                      |                      |                      |
| 2001-2002  | Hurricanes de la Caroline | LNH        | 2   | 2                | 0                | 0                | 120              | 3                | 1,50             | 92,7             | 0                |                  | 8                | 3 | 2                    | 408                  | 11                   | 1,62                 | 93,9                 | 2                    |                      |                      |                      |
| 2002-2003  | Hurricanes de la Caroline | LNH        | 51  | 14               | 24               | 9                | 2 965            | 126              | 2,55             | 91,2             | 5                |                  | -                | - | -                    | -                    | -                    | -                    | -                    | -                    |                      |                      |                      |
| 2003-2004  | Hurricanes de la Caroline | LNH        | 66  | 23               | 30               | 11               | 3 764            | 146              | 2,33             | 91,2             | 6                |                  | -                | - | -                    | -                    | -                    | -                    | -                    | -                    |                      |                      |                      |
| 2005-2006  | Rangers de New York       | LNH        | 32  | 14               | 14               | 3                | 1 850            | 91               | 2,95             | 89,5             | 0                |                  | 1                | 0 | 1                    | 60                   | 4                    | 4,00                 | 84,0                 | 0                    |                      |                      |                      |
| 2006-2007  | Rangers de New York       | LNH        | 14  | 4                | 6                | 2                | 761              | 43               | 3,39             | 87,9             | 0                |                  | -                | - | -                    | -                    | -                    | -                    | -                    | -                    |                      |                      |                      |
| 2007-2008  | Devils du New Jersey      | LNH        | 9   | 2                | 2                | 1                | 343              | 17               | 2,97             | 89,4             | 0                |                  | -                | - | -                    | -                    | -                    | -                    | -                    | -                    |                      |                      |                      |
| 2008-2009  | Devils du New Jersey      | LNH        | 16  | 7                | 5                | 0                | 795              | 32               | 2,42             | 92,0             | 0                |                  | -                | - | -                    | -                    | -                    | -                    | -                    | -                    |                      |                      |                      |
| Totaux LNH | Totaux LNH                | Totaux LNH | 348 | 105              | 163              | 39               | 18 837           | 903              | 2,88             | 90,3             | 19               |                  | 9                | 3 | 3                    | 467                  | 15                   | 1,93                 | 92,7                 | 2                    |                      |                      |                      |